# Chino (heroína)

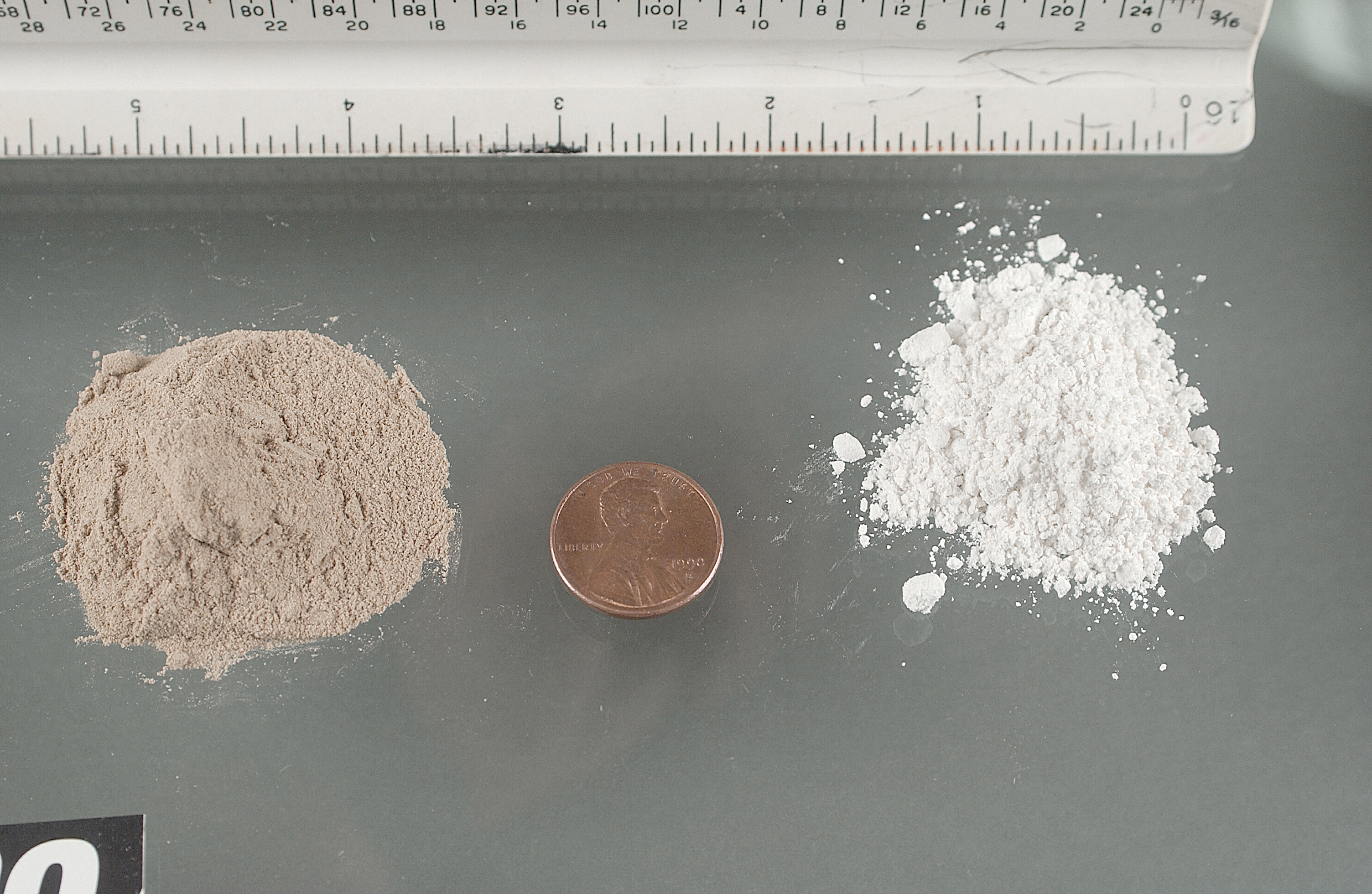
Distintas clases de heroína.

Un chino en la jerga callejera de España es una de las formas de consumir la heroína.
Consiste en poner la heroína sobre un trozo de papel de aluminio (habitualmente cortado en forma rectangular). Posteriormente se le aplica una llama por la parte posterior del papel de aluminio, lo cual produce la licuación de la droga, que al inclinar el papel de aluminio se desplaza por el mismo, desprendiendo vapores que son inhalados a través de un rulo (en jerga, cilindro hueco generalmente realizado con papel de aluminio), normalmente por la boca, aunque puede realizarse por la nariz aproximándolo a la sustancia. A esta forma de consumo se le llama "fumarse un chino".
Los efectos son prácticamente inmediatos.
Algunas veces se mezcla con otras drogas, como la cocaína, después de prepararla para esta clase de forma de consumirla. La cocaína consumida de igual manera y sin mezclar, premeditadamente, con otras drogas se le suele llamar (en España) base, debido al proceso químico para obtenerla en ese estado.